# Anivaldo Vale
Anivaldo Juvenil Vale (Ipanema, 2 de dezembro de 1944 - Belém, 23 de março de 2022) foi um servidor público, agropecuarista e político brasileiro. Na vida pública, atuou como vice-prefeito de Belém e como Deputado federal pelo Pará.

## Biografia
Primeiros anos e formação
Filho de Áureo de Oliveira Vale e Lígia Pereira Vale, Anivaldo Juvenil Vale, nasceu na cidade de Ipanema, no interior de Minas Gerais. Não tendo concluído o segundo grau, em 1967, ingressou na agência do Banco do Brasil (BB) de Ipanema, como auxiliar de portaria, onde passou a crescer nos quadros do banco.
No ano de 1975, foi transferido para trabalhar em cidades no interior da Amazônia e posteriormente para o Pará, onde assumiu o cargo de gerente em um agência na capital, Belém. Participou de cursos de capacitação promovidos pelo BB, realizados no Rio de Janeiro, Brasília e Recife. Entre os anos de 1986 e 1994, ocupou diversos cargos de superintendências nos estados do Acre, Amapá, Rio de Janeiro e Pará.

## Vida pública
Estabelecido no Pará, filiou-se ao Partido Progressista Reformador (PPR), onde disputou o cargo de Deputado federal do Pará, sendo eleito com 40.485 votos, terceiro postulante mais bem votado no pleito. Participou das comissões de Agricultura e Política Rural, de Direitos Humanos e de Finanças e Tributação e demonstrou-se favorável ao fim do monopólio estatal das telecomunicações e da exploração de petróleo pela Petrobras.
Em 1996, foi a favor de Fernando Henrique Cardoso (PSDB) e votou de maneira favorável a criação da Contribuição Provisória sobre Movimentação Financeira (CPMF). Em 1997, votou a favor para a emenda de reeleição para cargos no poder executivo. No mesmo ano, filiou-se ao Partido da Social Democracia Brasileira (PSDB). 
No ano de 1998, candidatou-se à reeleição para o cargo de Deputado federal. No pleito, angariou 65.630 votos, sendo o quinto mais votado no estado e o tucano mais bem votado na disputa pelo cargo. Foi vice-líder do governo FHC entre os anos de 1999 até 2003. Em 2002, foi novamente foi reeleito para o cargo, tendo recebido 111.970 votos.
Apesar da boa votação em 2002, no ano de 2006, preferiu não concorrer novamente ao cargo, apoiando assim seu filho, Lúcio Vale (MDB) na disputa pelo cargo. Ao fim de seu mandato em fevereiro de 2007, deixou o PSDB transferindo-se para o Partido da República (PR).
Com a filiação no PL, fez parte da campanha de Duciomar Costa (PTB) na disputa pela prefeitura de Belém no ano de 2008, disputando como vice-prefeito. No pleito, a chapa conquistou 420.280 votos, fazendo com que Duciomar fosse reeleito ao cargo de prefeito.
Em 2010, concorreu ao cargo de Vice-governador na chapa da petista Ana Júlia Carepa, na disputa pela reeleição do governo do Pará. A chapa foi superada por Simão Jatene (PSDB).
No ano de 2012, disputou o cargo de prefeito de Belém em chapa com Raimundo Castro (PTB). A chapa conquistou 51.703 votos, alcançando o quinto lugar no pleito.
Em 2018, tentou disputar uma vaga de Senador pelo Pará representando o PR. A candidatura foi impugnada pelo juiz Altemar da Silva Paes do Tribunal Regional Eleitoral, por ter seu partido coligado com a candidatura de Helder Barbalho (MDB), não poderia candidatar-se com uma chapa contando apenas membros do PR. Paes ainda impugnou as candidaturas de Mário Couto (PP)  e José Francisco Alves (PRB), por também estarem coligados com Helder e quererem lançar candidaturas próprias de seu partido, desrespeitando assim a coligação.
No ano de 2019, recebeu o título de Doutor Honoris Causa da Universidade Federal Rural da Amazônia (UFRA) pela ajuda de Vale na concepção da universidade.

### Desempenho eleitoral
| Ano  | Cargo                    | Partido | Votos     | Resultado  | Ref.   |
| ---- | ------------------------ | ------- | --------- | ---------- | ------ |
| 1994 | Deputado federal do Pará | PPR     | 40.485    | Eleito     | [ 6 ]  |
| 1998 | Deputado federal do Pará | PSDB    | 65.630    | Eleito     | [ 8 ]  |
| 2002 | Deputado federal do Pará | PSDB    | 111.970   | Eleito     | [ 9 ]  |
| 2008 | Vice-prefeito de Belém   | PR      | 420.280   | Eleito     | [ 12 ] |
| 2010 | Vice-governador do Pará  | PR      | 1.477.609 | Não eleito | [ 14 ] |
| 2012 | Prefeito de Belém        | PR      | 51.703    | Não eleito | [ 20 ] |

## Vida pessoal
Foi casado com Ana Dutra Sousa Vale, com quem teve cinco filhos, incluindo os políticos paraenses Lúcio Vale e Cristiano Vale.

### Morte
Anivaldo morreu em 23 de março de 2022, aos setenta e oito anos. Após quarenta e três dias internados no Hospital Adventista de Belém, por complicações na saúde. Seu velório contou com a presença de autoridades como o governador paraense, Helder Barbalho.